# Waranasi (dystrykt)
Dystrykt Waranasi – dystrykt w stanie Uttar Pradesh znajdujący się w północnych Indiach, wchodzący w skład Dywizji Waranasi. Stolicą dystryktu jest miasto Waranasi.